# هاينز ك. بيكر
هاينز ك. بيكر (بالألمانية: Heinz Becker)‏ هو سياسي نمساوي، ولد في 29 يونيو 1950 في بادن في النمسا. حزبياً، نشط في حزب الشعب النمساوي. في انتخابات البرلمان الأوروبي 2014، انتخب عضو في البرلمان الأوروبي عن دائرة النمسا ‏ لترشحه ضمن  قائمة حزب الشعب النمساوي، وقد انضم خلال فترته النيابية (1 يوليو 2014 – )  للكتلة البرلمانية الكتلة البرلمانية لحزب الشعب الأوروبي وانتخب عضو في البرلمان الأوروبي عن دائرة النمسا ‏ لترشحه ضمن  قائمة حزب الشعب النمساوي، وقد انضم خلال فترته النيابية (1 أبريل 2011 – 30 يونيو 2014)  للكتلة البرلمانية الكتلة البرلمانية لحزب الشعب الأوروبي.